# Minería en Taxco
La minería fue una de las actividades económicas que más impulso tuvo durante el periodo virreinal de la Nueva España. Durante los tres siglos de dominación española en México, la producción de plata alcanzó niveles muy significativos. Las bonanzas que se registraron durante este periodo hicieron de Taxco uno de los centros mineros de mayor importancia en Nueva España.   
El éxito de la producción minera estuvo condicionado a la calidad y riqueza de los fundos, a las políticas de fomento de la minería y a la gran disponibilidad de la mano de obra, compuesta principalmente de nativos y esclavos negros que eran obligados a realizar penosos trabajos en el interior de las minas y en las haciendas.

## Inicios
Poco después de la caída de Tenochtitlan, Hernán Cortés envió a sus soldados a conquistar nuevos territorios. Una de las principales necesidades de los hispanos era contar con suficiente artillería, lo cual los condujo a buscar los sitios donde pudieran extraer metales para su fabricación. Cortés fue informado de la existencia de importantes yacimientos de estaño y fierro en la zona de Taxco.  Sin embargo, no serían estos los metales que llamarían la atención de los hispanos, ya que poco tiempo después fueron descubiertas ricas minas de plata. Como consecuencia, la población empezó a crecer en este lugar y se conformó un nuevo espacio urbano cuya única actividad, en principio, era la explotación minera. 
Aunque en un principio las minas de Taxco produjeron poco, a partir de 1534 la extracción de plata fue adquiriendo mayores dimensiones. La abundante riqueza de las minas encontradas hizo que para inicios de la siguiente década se registrara una primera gran bonanza. Las minas principales eran las trabajadas por Cervantes de Salazar y Luis Castilla. 
El florecimiento que alcanzó el mineral de Taxco en esta etapa inicial obedecía a la importante riqueza de las vetas descubiertas. Muchas de las primeras explotaciones se realizaron en zonas superficiales pero, a medida que se avanzó en las labores de las minas, y al agotarse las riquezas superficiales, hubo la necesidad de seguir las vetas en labores profundas. Esto provocó que muchas vetas tuvieran un temprano abandono debido a la dificultad de su explotación. Entre las causas de este abandono están el descenso de las leyes, las inundaciones y la escasez de técnicas y herramientas necesarias para continuar los trabajos a otros niveles.
Sin embargo, en 1555 Bartolomé de Medina logró la aplicación del beneficio de patio, que consistía en la utilización de mercurio, sal común y magistral para separar la plata. Este conocimiento, que se extendió rápidamente por toda la Nueva España y se convirtió en una de las conquistas tecnológicas más importantes de la época, permitió una mejor y mayor explotación de las minas existentes. 
La alta explotación minera atrajo a un número considerable de mercaderes indios y españoles a la nueva zona urbana de Taxco como consecuencia de la alta demanda que se generó por los numerosos contingentes de trabajadores y mineros. 
Para inicios de la década de 1580 empezó a vivirse la primera decadencia en el mineral de Taxco. El empobrecimiento de las minas fue causa de la imperfección y limitaciones de la técnica de laboreo y la metalúrgica de la época para emprender trabajos a niveles más profundos.  Desde la invención del sistema de patio, la generación de cambios tecnológicos en la industria minera había sido eminentemente escasa. 
Aunque ciertamente la actividad minera disminuyó a finales del siglo XVI, esta baja solo fue pasajera pues para la década de 1590 Taxco seguía ocupando un lugar destacado entre las zonas mineras de Nueva España.  De acuerdo a datos de Humboldt, las minas de plata de España habían producido anualmente dos millones de pesos entre 1548 y 1600 debido sobre todo a las minas de Taxco, Sultepec, Pachuca y Tlalpujahua.5 Durante todo el siglo XVII, los periodos de declinación seguidos por etapas de recuperación sería la tónica predominante en la minería de Taxco. 
Durante este siglo, la característica de la minería en Taxco fue más de carácter exploratoria que productiva ya que esta última no encontró una importancia significante.  

## La bonanza delsigloXVII
Las primeras cuatro décadas del siglo XVII percibieron un importante auge para las minas de Taxco gracias al descubrimiento y rehabilitación de diversas minas.  Nuevos empresarios mineros, como Francisco de la Borda, Pedro Crespo y Fernando Velázquez, hicieron importantes descubrimientos y trabajaron en minas de plata de antiguos fundos.
Sin embargo, la mayoría de estos mineros se enfrentaron a grandes dificultades para mantener activas sus minas debido al carencia de elementos técnicos y de tipo financiero. Al entrar las minas en una fase de mayor profundidad la calidad del mineral disminuía, los costos de producción aumentaban y la extracción dejaba de ser productiva. La suma de estos factores no dejaban otra alternativa al minero que su retiro.
Entre 1740 y 1760 Taxco registró un significativo auge productivo basado en la rehabilitación y explotación de minas viejas por parte de nuevos empresarios mineros que realizaron trabajos con el afán de encontrar riquezas en minas que habían sido muy ricas en la antigüedad. 
De entre estos nuevos mineros, el más prominente fue José de la Borda, quién gracias al éxito de sus minas como La Alajuela, la veta San Ignacio y la Veta Asunción obtuvo un importante respaldo financiero. Con esta primera gran bonanza, Borda mando a construir la iglesia parroquial de Santa Prisca y a mejorar el camino Real que comunicaba a Taxco con la Ciudad de México. 
Esta nueva bonanza en Taxco en minas que ya habían sido explotadas con anterioridad se debió principalmente a dos factores: la nueva tecnología y el aumento de los financiamientos a la industria minera. Dentro del primer factor destaca el uso de la pólvora que permitió la rápida perforación de grandes tiros y galería. Fue igualmente importante el uso de diversos métodos para combatir la elevación del nivel acuático de minas más profundas.  Del mismo modo, los apoyos financieros representaron un factor determinante en el proceso de rehabilitación de las minas taxqueñas. Esto se debió a la existencia de banqueros de plata que tenían como función abrir cuentas a los mineros prominentes, pagar las libranzas que se giraban en su contra y remitirles dinero en efectivo, mercurio y otras materias primas.  
A partir de 1767, la producción minera en Taxco tuvo un ritmo menos esplendoroso. José de la Borda, el más famoso de los mineros del lugar, estaba prácticamente en bancarrota. Para recuperarse, Borda decidió probar fortuna en las minas de Zacatecas. Sin embargo, la producción en Taxco no se detuvo gracias a las reformas borbónicas que aplicaron una serie de medidas de apoyo a la producción minera.

## En elsigloXX
En la actualidad Taxco es una ciudad turística, muy visitada por mexicanos y extranjeros. Además de su ambiente colonial, entre sus atractivos está la artesanía en plata. La tradición la inició William Spratling, estadounidense emigrado, cuyos diseños en plata se basaban en motivos aborígenes mesoamericanos. Hizo escuela en la ciudad y por su influencia en la industria del diseño de plata en México, Spratling fue llamado el «padre de la plata mexicana».